# Alexandru Mitriță
Alexandru Mitriță, né le 8 février 1995 à Craiova en Roumanie, est un footballeur international roumain jouant au poste d'ailier gauche à l'Universitatea Craiova.

## Biographie

### Carrière en club

#### Débuts en Roumanie
Né à Craiova en Roumanie, Alexandru Mitriță débute en professionnel avec le club de Turnu Severin, lors de la saison 2010-2011 de Liga II. En 2013 il signe en faveur du Viitorul Constanța mais il est ensuite prêté au Steaua Bucarest où il ne joue qu'un match de Cupa României, le 26 septembre 2013 lors d'une victoire du Steaua par 4 buts à 0 contre l'Avântul Bârsana. Il retourne ensuite au Viitorul Constanța la saison suivante.

#### Passage à Pescara
En juillet 2015 il signe avec le club italien de Delfino Pescara, alors en Serie B. Le 11 octobre 2015 il joue son premier match lors de la défaite (3-1) face à Ascoli Picchio. Il joue 20 matchs et marque un but pour sa première saison et participe donc à la montée du club en Serie A. Il découvre l'élite du football italien lors de la deuxième journée de championnat face à l'US Sassuolo le 28 août 2016.

#### Universitatea Craiova
Tout d'abord prêté par  Pescara à l'Universitatea Craiova il est finalement transféré définitivement en janvier 2018. En juillet 2018, il est nommé capitaine de son équipe.

#### New York City FC
Le 4 février 2019, Alexandru Mitriță s'engage avec le New York City FC, franchise de Major League Soccer, pour un transfert de huit millions d'euros.

##### Prêts
Le 31 août 2021, Alexandru Mitriță est prêté pour une saison au PAOK Salonique.
Le 25 juillet 2022, Alexandru Mitriță est prêté à Al-Raed pour une saison.

### Retour à l'Universitatea Craiova
Lors de l'été 2023, Alexandru Mitriță retourne à l'Universitatea Craiova. Le transfert est annoncé le 1er juin 2023 et il signe un contrat de trois ans.

### En sélection nationale
Mitriță honore sa première sélection avec la Roumanie le 24 mars 2018 face à Israël où il donne la passe décisive sur le but de la victoire de George Țucudean. Les Roumains s'imposent sur le score de 1-2 au terme de cette rencontre.
Le 12 octobre 2019 il inscrit son premier but en sélection, lors de la victoire de son équipe face aux îles Féroé. Il délivre également une passe décisive pour Claudiu Keșerü ce jour-là contribuant grandement à la victoire de son équipe par trois buts à zéro.

## Palmarès
Universitatea Craiova
- Vainqueur de la Coupe de Roumanie en 2018.